# روش‌های مقایسه‌ای تبارزایی

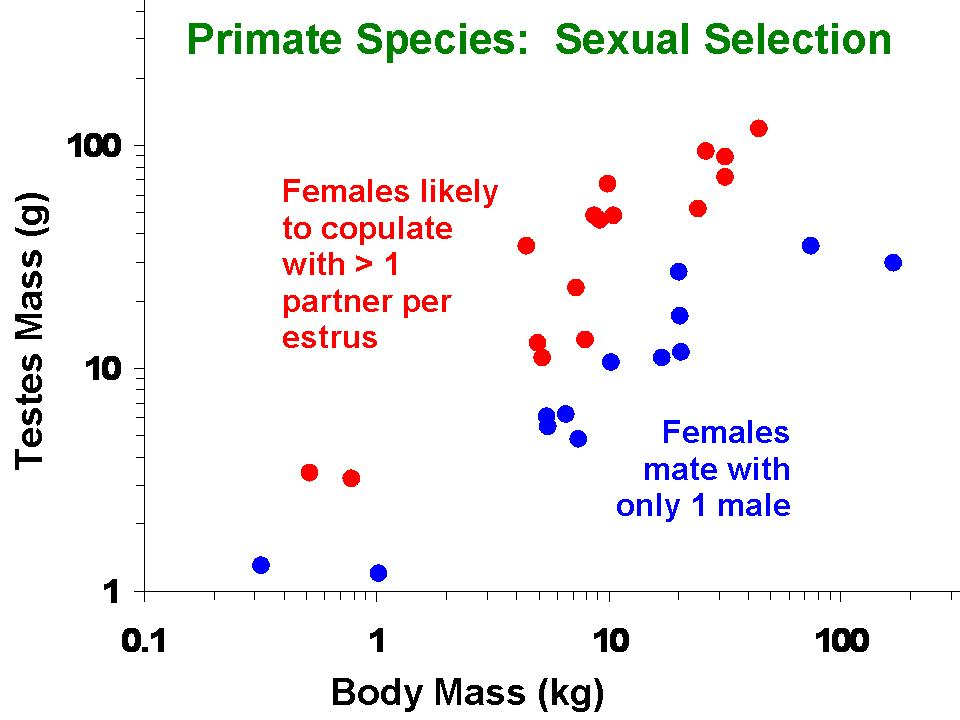
توده بیضه گونه‌های مختلف نخستی‌ها در رابطه با اندازه بدن و سیستم جفت‌گیری آنها. گونه‌های بزرگ‌جثه‌تر معمولاً بیضه‌های بزرگ‌تری دارند، اما در هر گونه اندازه بدن که ماده‌ها تمایل به جفت‌گیری با چند نر دارند، نرهایی با بیضه‌های بزرگ‌تر دیده می‌شود.

روش‌های مقایسه‌ای تبارزایی (به انگلیسی: Phylogenetic comparative methods)، از اطلاعات مربوط به روابط تاریخی دودمان (تبارزایی) برای آزمایش فرضیه‌های تکاملی استفاده می‌کنند. روش مقایسه‌ای سابقه‌ای طولانی در زیست‌شناسی تکاملی دارد. در واقع، چارلز داروین از تفاوت‌ها و شباهت‌های بین گونه‌ها به عنوان منبع اصلی شواهد در خاستگاه گونه‌ها استفاده کرد. با این حال، این واقعیت که دودمان‌های نزدیک به هم دارای ویژگی‌ها و ترکیب‌های بسیاری هستند که در نتیجه فرایند نزول با اصلاح، به این معنی است که دودمان‌ها مستقل نیستند. این درک الهام‌بخش از گسترش روش‌های مقایسه‌ای صریح تبارزایی بود. در ابتدا، این روش‌ها عمدتاً برای کنترل تاریخچه تبارزایی در هنگام آزمایش سازگاری ایجاد شدند. با این حال، در سال‌های اخیر استفاده از این اصطلاح گسترش یافته‌است و هر گونه استفاده از تبارزایی را در آزمایش‌های آماری شامل می‌شود. اگرچه بیشتر مطالعاتی که PCMها را به کار می‌گیرند روی جانداران موجود تمرکز دارند، روش‌های بسیاری را می‌توان برای گونه‌های منقرض‌شده نیز به کار برد و می‌تواند اطلاعاتی از پیشینه فسیلی را به کار گیرد.